# Ameiva lineolata
Ameiva lineolata là một loài thằn lằn trong họ Teiidae. Loài này được Duméril & Bibron mô tả khoa học đầu tiên năm 1839.